# Мари Андрисен
Мари Силвестер Андрисен (хол. Mari Silvester Andriessen) био је холандски вајар, најпознатији по киповима жртава Холокауста. Рођен је и умро од рака у Харлему, а сахрањен у Блумендалу.

## Дела
- Корнелис Лели, Лелистад
- Ана Франк, Амстердам
- Докверкер, Амстердам
- Врајхајдсбелд, Хемстеде